# Список испанских завоевателей и хронистов в Новом Свете

Испанские завоеватели и хронисты (или стоявшие на службе у Испании) — конкистадоры, путешественники, исследователи, хронисты и историки Нового Света — Америки и Тихого океана в XV—XVI веках.

## Хронология
- 1492—1504 Христофор Колумб
- 1492 Яньес Пинсон, Висенте
- 1492 Мартин Алонсо Пинсон
- 1492—1498 Охеда, Алонсо де
- 1492—1510 Коса, Хуан де ла
- 1493 Педро де лас Касас
- 1493 Хуан Родригес де Фонсека
- 1493 Пералонсо Ниньо
- 1493 Кристобаль Герра
- 1493 Колон, Диего
- 1493 Педро Маргарит
- 1493—1494 отец Бернардо Боиль
- 1494 Перо Эрнандес Коронель
- 1494 Алонсо Санчес Карвахаль
- 1494 Хуан де Лухан
- 1494 Бартоломе Колумб
- 1499—1503 Веспуччи, Америго
- 1500—1502 Франсиско де Бобадилья
- 1501—1502 Бастидас, Родриго де
- 1502 Лас Касас, Бартоломе де
- 1502 Эрнандо Колумб
- 1502 Кортес, Эрнан
- 1502—1511 Николас де Овандо
- 1508 Антонио де Торрес
- 1508 Хуан Диас де Солис
- 1508 Сантьяго де Окампо
- 1509 Колон, Диего
- 1509 Никуэса
- 1509 Охеда, Алонсо де
- 1510 Альварадо, Педро де
- 1510 Давила, Педрариас
- 1511 Веласкес де Куэльяр, Диего
- 1511 монах Антонио де Монтесинос
- 1511—1563 Франсиско де Вильягра
- 1512 Хуан Диас де Солис
- 1512 Понсе де Леон, Хуан
- 1512 Хуан Веспуччи
- 1513 Нуньес де Бальбоа, Васко
- 1514 Андагоя, Паскуаль де
- 1514 Кончильос
- 1514 Мигель де Пасамонте
- 1514 Ибаньес де Ибарра
- 1514 Родриго де Альбукерке
- 1516 Эрнан Понсе и Бартоломе Уртадо
- 1516 Педро Мартин де Англериа
- 1517 Франсиско Эрнандес де Кордова
- 1518 Грихальва, Хуан де
- 1519 Мартин Фернандес де Энсисо
- 1519 Максимилиано Трансильвано
- 1519 Магеллан, Фернан
- 1519 Диас дель Кастильо, Берналь
- 1519 Андрес Сан Мартин
- 1519 Франсиско Альбо
- 1519 Пигафетта, Антонио
- 1519 Хинес де Мафра
- 1520 Андрес Ниньо
- 1520 Антон де Эскивель
- 1520 Маркос де Агилар
- 1520 Гаспар де Эспиноса
- 1522 Андагоя, Паскуаль де
- 1522 Гонсало Гомес де Эспиноса
- 1522 Гарсия Хофре де Лоайса
- 1522 Хуан Себастьян Элькано
- 1522 Хиль Гонсалес де Давила и Андрес Ниньо
- 1522 Писарро, Франсиско
- 1522 Франсиско де Херес
- 1522 Луис Эрнандес де Бьедма
- 1522 Альмагро, Диего де
- 1522 Писарро, Эрнандо
- 1522 Писарро, Гонсало
- 1523 Франсиско Эрнандес де Кордова
- 1523 Франсиско де Гарай
- 1524 Кристобаль де Олид
- 1524 монах Торибио де Бенавенте, «Мотолиниа»
- 1524 Эрнандо Луке
- 1525 Родриго де Бастидас
- 1526 Кабот, Себастьян
- 1526 Лукас де Айльон
- 1526 Давила, Педрариас
- 1526 Хиль Г. Давила
- 1527 Педро де Кандиа
- 1527 Альваро де Сааведра
- 1527 Панфило де Нарваес
- 1527 Лопе де Овьедо
- 1527 Монтехос
- 1528 Хуан де Ампуес
- 1529 Бернардино де Саагун
- 1529 Николас де Гусман
- 1529 Николас Федерманн
- 1529 Амбросио Альфинхер
- 1530 Диего де Ордас
- 1530 Педро де Ласо
- 1532 Мартин Кортес
- 1532 Уртадо де Мендоса, Диего
- 1533 Диего Бесерра
- 1533 Себастьян де Белалькасар
- 1533 Диего де Бесерра и Грихальва, Эрнандо де
- 1533 Орельяна, Франсиско де
- 1534 Педро де Эредиа
- 1534 Франсиско де Херес
- 1535 Хорхе де Спира или Оэмут
- 1535 Педро де Вальдивия
- 1535 Хуан Саласар де Эспиноса
- 1535 Педро Фернандес де Луго
- 1535 Гонсало Фернандес Овьедо
- 1535 Франсиско Эрнандес Хирон
- 1536 Франсиско Сесар
- 1536 Франсиско Карвахаль
- 1536 Грихальва, Эрнандо де
- 1536 Мендоса, Педро де
- 1536 Франсиско Эрнандес
- 1536 Хуан де Кесада
- 1537 Бернардо де Тапиа
- 1537 Франсиско де Ульоа
- 1537 Николас де Федерманн
- 1538 Хуан де Айолас
- 1538 Пинеда
- 1539 отец Маркос
- 1539 монах Маркос де Ниса
- 1539 Хуан Саласар де Эспиноса
- 1539 Сото, Эрнандо де
- 1539 Инка Гарсиласо де ла Вега
- 1540 Франсиско Васкес де Гранада
- 1540 Эрнандо де Аларкон
- 1540 Санчо де Ос
- 1540 Хуан де Ладрильеро
- 1540 Андагоя, Паскуаль де
- 1540 Сото, Эрнандо де
- 1540 Франсиско Васкес де Коронадо
- 1540 Мельчор Диас
- 1541 Орельяна, Франсиско де
- 1541 Кристобаль Вака де Кастро
- 1541 Доминго Мартинес де Ирала
- 1541 Кабеса де Вака, Альвар Нуньес
- 1541—1551 Перо Эрнандес
- 1542 Луис Москосо де Альварадо
- 1542 Хуан Родригес Кабрильо
- 1542 Б. де Феррейо
- 1542 монах Карвахаль, Гаспар де
- 1542 Педрариас де Альместо
- 1542 Педро Тексейра
- 1542 Алонсо де Рохас
- 1542 Руй Лопес де Вильялобос
- 1543 Бартоломе Феррело
- 1543 Нуньес Вела, Бласко
- 1543 Фелипе Гутьеррес и Толедо
- 1543 Диего де Рохас
- 1543 Альвар Нуньес
- 1543 Николас де Эредиа
- 1544 Бернардо де ла Торре
- 1544 Франсиско Вильягран
- 1544 Херонимо де Альдерете
- 1545 Х. де Карвахаль
- 1546 Фелипе де Уттен
- 1548 Доминго Мартинес де Ирала
- 1549 Хуан Нуньес де Прадо
- 1549 Алонсо Фернандес Луго
- 1549 Сан Франсиско Хавьер
- 1551 Ф. Агирре
- 1552 Франсиско Лопес де Гомара
- 1552 Ульрих Шмидель
- 1552 Хуан де Бетансос
- 1553 Сьеса де Леон, Педро
- 1554 Франсиско де Ибарра
- 1554 Антонио де Эррера
- 1555 Агустин де Сарате
- 1555 Франсиско Фахардо
- 1557 Педро де Урсуа
- 1557 Гарсия Уртадо де Мендоса
- 1558 Лопе де Агирре
- 1558 Херонимо де Вивар
- 1559 Руй Диас де Гусман
- 1563 Педро Кастаньеда де Нахера
- 1564 Мигель Лопес де Легаспи
- 1564 Андрес де Урданета
- 1564 Эстебан Родригес
- 1565 Родриго де Эспиноса
- 1565 Менендес де Авилес
- 1565 Хироламо Бенсони
- 1566 Хуан Родригес Фрейле
- 1566 Диего Лосада
- 1567 Эрнан Гальего
- 1567 Луис де Карвахаль
- 1568 Альваро де Менданья
- 1570 Хуан де Карденас
- 1570 Томас Лопес Медель
- 1571 Диего Фернандес «Палентино»
- 1571 Поло де Ондегардо
- 1571 Франсиско Эрнандес
- 1573 Хуан де Гарай
- 1574 Хуан Фернандес
- 1575 монах Херонимо Роман и Самора
- 1575 монах Педро Агуадо
- 1575 Хименес де Кесада, Гонсало
- 1575 Педро де Альфаро
- 1575 монах Диего де Ланда
- 1576 Эрнандо де лос Риос Коронель
- 1576 Хуан де Самудио
- 1579 Сармьенто де Гамбоа, Педро
- 1580 отец Акоста, Хосе де
- 1585 Мартин Игнасио де Лойола
- 1587 Педро де Унамуно
- 1589 Луис де Вальдивия
- 1589 Хуан Суарес де Перальта
- 1590 отец Акоста, Хосе де
- 1591 Хуан де Карденас
- 1595 Альваро де Менданья
- 1595 Педро Фернандес де Кирос
- 1595 Себастьян Родригес Серменьо
- 1595 Хуан де Оньяте
- 1595 Исабель де Баррето
- 1595 Гаспар де Вильягра
- 1596 Себастьян Вискаино
- 1596 Доминго де Вера
- 1596 монах Агустин Давила
- 1598 Эрнандо де Альварадо Тесосомок
- 1599 Антонио де Сааведра
- 1599 Бернардо де Варгас Мачука
- 1599 Диего де Оканья